# Scituloglaucytes
Scituloglaucytes es un género de insecto coleóptero de la familia Cerambycidae. 

## Especies
Las especies de este género son:
- Scituloglaucytes argentea
- Scituloglaucytes brandti
- Scituloglaucytes muiri
- Scituloglaucytes notabilis
- Scituloglaucytes obiensis
- Scituloglaucytes quadrifasciata
- Scituloglaucytes salomonum
- Scituloglaucytes santaecrucis
- Scituloglaucytes scitula
- Scituloglaucytes suturalis
- Scituloglaucytes vittifera